# Black Shark 2
Black Shark 2 — смартфон компании Xiaomi, выпускаемый подразделением Black Shark. Предшественниками смартфона являются Black Shark и Black Shark Helo, преемником Black Shark 2 Pro.

## Технические характеристики
- Материалы корпуса: стекло, металл (алюминий)
- Операционная система: Android 10 + JoyUi11
- SIM: две nano-SIM
- Экран: AMOLED, диагональ 6,39", разрешение 2340 х 1080 точки, 19.5:9, ppi 403, герцевка 60 гц
- Процессор: восьмиядерный Qualcomm Snapdragon 855
- Графика: Adreno 640
- Оперативная память: 6/8/12 ГБ
- Память для хранения данных: 128/256 ГБ
- Разъёмы: USB Type-C 2.0
- Основная камера: два модуля 48 + 12 Мп, LED вспышка, HDR
- Фронтальная камера: 20 Мп, f/2.0
- Сети: 2G/3G/LTE
- Интерфейсы: Wi-Fi 802.11 a/b/g/n/ac, Bluetooth 5.0
- Навигация: GPS, ГЛОНАСС, BeiDou
- Разъем 3,5 мм отсутствует
- Дополнительно: сканер отпечатков пальцев, NFC отсутствует
- Батарея: 4000 мАч, быстрая зарядка на 27 ватт
- Габариты: 163.6 x 75 x 8.8 мм
- Вес: 205 г

## Производительность
Black Shark 2 занял третье место в рейтинге производительности бенчмарка AnTuTu. Первое и второе место в рейтинге заняли так же смартфоны компании Xiaomi: Mi 9 Exporer Edition и Mi 9.

## Прочность
Смартфон успешно прошел краш-тест обзорщика JerryRigEverything. В рамках теста устройство было подвергнуто сгибанию, повреждением экрана и корпуса, а так же разобрано. Внутри, как и заявлялось компанией, присутствует система жидкостного охлаждения.

## Продажи
Официальный анонс Black Shark 2 прошел 18 марта 2019 года. Однако, за 4 дня до анонса в официальном магазине Xiaomi открылся предзаказ. Стоимость была указана одна для всех версий - 9999 юаней, чтобы не раскрывать настоящую цену до анонса. Во время анонса были названы следующие цены: версия 6/128 ГБ - 476$ , 8/128 ГБ - 521$, 8/256 ГБ - 565$, 12/256 ГБ - 625$.
29 марта 2019 года начались официальные продажи в Европе. 26 апреля 2019 года Xiaomi объявила о начале продаж Xiaomi Black Shark 2 Frozen Silver. В преддверии выхода Black Shark 2 Pro, цена на Black Shark 2 снизилась. Так на начало августа 2019 года за версию 8/128 ГБ стоимость составляет 36 490 рублей, за 12/256 ГБ - 44 890 рублей.

## Критика
- Отсутствие аудио разъема 3.5 мм mini jack

Большую дискуссию пользователей вызвало решение компании Xiaomi решили не добавлять аудио разъем в Black Shark 2. Спустя некоторое время, компания Xiaomi заявила, что в следующем устройстве серии аудио разъем будет.